# Langues en Indonésie
 (mars 2015).
Si vous disposez d'ouvrages ou d'articles de référence ou si vous connaissez des sites web de qualité traitant du thème abordé ici, merci de compléter l'article en donnant les références utiles à sa vérifiabilité et en les liant à la section « Notes et références ».
L'Indonésie est le deuxième réservoir linguistique du monde, après la Papouasie-Nouvelle-Guinée, le linguiste Claude Hagège en dénombre 670, SIL International en compte 719[source insuffisante]. Cette très grande variété de langues locales s'explique à la fois par la taille de ce pays, mais surtout par sa géographie : l'archipel indonésien regroupe près de dix-sept-mille îles, dont les plus grandes sont parcourues d’abruptes chaînes de volcans et de forêts tropicales. Cette disposition particulière explique l'isolement important de nombreuses populations et la persistances de leurs cultures, religion et langues locales à travers le temps.
Depuis son accession à l'indépendance, l'Indonésie emploie une seule langue pour l'administration et l'éducation : l'indonésien. Les langues autres que la langue nationale sont appelées bahasa daerah, c'est-à-dire langues locales.
On estime qu'à l'heure actuelle (2006), environ la moitié des Indonésiens ont pour langue maternelle une langue régionale. Ceux dont la langue maternelle est exclusivement l'indonésien sont généralement originaires de Java, où les langues locales tendent à disparaître, mais il se peut aussi qu'ils soient issus de parents dont les langues maternelles sont des langues régionales différentes, et qu'ils aient choisi de ne pas les transmettre à leur enfant. Le fait d'avoir pour langue maternelle l'indonésien n'est pas un obstacle à l'acquisition d'une langue régionale, en général celle du lieu où grandit l'enfant. Le plurilinguisme reste toutefois majoritaire en Indonésie.
Les langues autochtones se répartissent en deux grands groupes :
- les langues de la branche malayo-polynésienne de la famille des langues austronésiennes, couvrant à peu près tout le territoire jusqu'à la mer des Moluques ;
- les « langues papoues », principalement présentes en Papouasie, ainsi que dans le sud du pays, en particulier aux petites îles de la Sonde orientales ;

auxquels s’ajoutent les langues d'origines extérieures.

## Langues austronésiennes

### L'indonésien
Durant les années 1930, une langue véhiculaire basée sur différentes langues locales de base malaise a émergé et est depuis l'indépendance la langue nationale : l'indonésien ou « bahasa Indonesia ». Bien que construite, la langue indonésienne est de fait une forme de malais et donc une langue austronésienne. Cette langue continuant d'évoluer et de se construire, elle a considérablement évolué par rapport au malais classique et est donc différente du malais de Malaisie.

### Le malais
Il faut par ailleurs signaler que le malais est aussi une langue régionale en Indonésie. Cette langue est en effet originaire de Sumatra. Les plus anciens documents connus écrits en malais sont 3 inscriptions datées de la fin du VIIe siècle, trouvées sur l'île de Bangka et dans la ville de Palembang, dans la province de Sumatra du Sud. En Indonésie, le malais est la langue des populations de la côte est de Sumatra, des îles Riau et du littoral ouest, sud et est de l'île de Bornéo. En outre, on parle des dialectes malais à Jakarta (la langue dite betawi), dans la province de Sulawesi du Nord (bahasa Melayu Manado ou « malais de Manado ») et dans les Moluques (bahasa melayu Ambon ou « malais d'Ambon »).

### Autres langues
Outre l'indonésien et les langues malaises, les principales langues austronésiennes parlées en Indonésie sont :
| Langue                          | Nombre de locuteurs                                                | Région                                                 |
| ------------------------------- | ------------------------------------------------------------------ | ------------------------------------------------------ |
| javanais                        | plus de 80 millions                                                | Java central et oriental, Sumatra du Nord, Lampung     |
| soundanais                      | 35 millions                                                        | Java occidental                                        |
| malais                          | 18 millions                                                        | Côte est de Sumatra, îles Riau, littoral de Kalimantan |
| madurais                        | plus de 15 millions                                                | Madura, Java oriental, Kalimantan occidental           |
| minangkabau                     | 8 millions                                                         | Sumatra occidental                                     |
| batak                           | 7 millions (dialectes : toba, karo, mandailing, simalungan, dairi) | Sumatra du Nord                                        |
| bugis                           | 5 millions                                                         | Sulawesi du Sud                                        |
| balinais                        | 4 millions                                                         | Bali, Lombok                                           |
| makassar                        | 3 millions                                                         | Sulawesi du Sud                                        |
| lampung                         | 1,5 million                                                        | Lampung                                                |
| sasak                           | 2,5 millions                                                       | Lombok                                                 |
| aceh                            | 2 millions                                                         | Aceh                                                   |
| rejang                          | 1,5 million                                                        | Bengkulu                                               |
| ngaju                           | 850 000                                                            | Kalimantan du Sud                                      |
| niha                            | 600 000                                                            | Nias                                                   |
| bima                            | 600 000                                                            | Sumbawa                                                |
| manggarai                       | 600 000                                                            | Florès                                                 |
| tétoum                          | 500 000                                                            | Timor occidental                                       |
| kerinci (autre forme de malais) | 400 000                                                            | sud de Sumatra                                         |
| sumbawa                         | 400 000                                                            | Sumbawa                                                |

## Langues papoues
Les langues papoues d'Indonésie appartiennent à 5 familles distinctes :
- « Langues papoues occidentales », parlées dans les îles de Halmahera, Ternate et Tidore dans la province des Moluques du Nord ;
- « Langues East Bird's Head » ;
- « Langues du Bas-Mamberamo » ;
- « Langues de la baie de Geelvink » parlées dans la moitié occidentale de l'île de Nouvelle-Guinée (provinces de Papouasie et Papouasie occidentale) ;
- « Langues de Trans-Nouvelle Guinée », également parlées en Papouasie et Papouasie occidentale mais aussi dans les îles d'Alor, Pantar et Timor.

## Langues d'origine extérieure

### L'arabe classique
En Indonésie, l'arabe est surtout appris pour des raisons religieuses. Cependant, à Aceh, au nord de Sumatra, pour des raisons historiques, et des contacts plus anciens avec les Arabes, de nombreux citoyens indonésiens d'Aceh parlent arabe en seconde langue. Le reste de la population parlant arabe sont souvent d'anciens ouvriers qui travaillaient dans un pays du Moyen-Orient (Arabie saoudite, Émirats arabes unis, etc.) et qui sont de retour au pays. 

### Le néerlandais
La langue de l'ancien colonisateur, le néerlandais, n'avait connu qu'une diffusion restreinte à l'époque coloniale. Jusqu'au début du XXe siècle en effet, les Hollandais refusaient d'utiliser leur langue pour s'adresser aux indigènes et leur parlaient en malais. Les besoins en personnel grandissants de l'administration coloniale imposent finalement aux Hollandais d'enseigner leur langue aux indigènes. Ils créent alors les hollandse indische schools (HIS) ou « écoles hollandaises pour indigènes ». Ils acceptent également qu'un petit nombre d'enfants indigènes, issus des familles de la noblesse et de notables, entrent dans les écoles pour Européens. Ce processus est cassé par l'occupant japonais (1942-45), qui interdit l'usage des langues européennes et promeut l'indonésien. Le conflit qui, après la proclamation de l'indépendance en 1945, va opposer la jeune république à l'ancien colonisateur qui veut récupérer sa colonie, ne favorise pas le retour de l'enseignement du néerlandais.
Le Royaume des Pays-Bas est un petit pays, et à l'époque, son ensemble colonial en Asie n'était pas que géant en superficie, mais aussi en hommes, avec environ 70 millions d'habitants en 1940, contre à peine 9 millions d'habitants pour les Pays-Bas de l'époque. Dès 1619, avec la fondation de Batavia comme capitale des Indes néerlandaises, les Hollandais refusèrent de développer leur langue, car ils redoutaient d'éventuels soulèvements des indigènes, si ces derniers étaient en mesure de communiquer des informations, ou des échanges, avec une langue véhiculaire, qui serait la langue coloniale, avec d'autres peuples de langues différentes dans la colonie. Entre 1857 et 1859, la révolte des Cipayes, soldats indigènes de l'Inde Britannique conforta les Hollandais, car les révoltés indiens communiquaient avec la langue véhiculaire, celle du colonisateur britannique, l'anglais, et à l'époque les Britanniques étaient à deux doigts de perdre leur colonie en Inde.
Aussi, le fait de ne pas introduire une langue véhiculaire et coloniale limitait l'accès aux indigènes aux idées nouvelles et occidentales. L'Indonésie était donc une colonie commerciale et non une colonie de peuplement européen. Mais malgré tout, avec l'accès aux hollandse indische schools, à partir de 1895, pour une minorité de l'élite indigène, les Hollandais ne vont pas pouvoir empêcher que le néerlandais soit appris, et donc, ne vont pas pouvoir empêcher aux Indonésiens d'avoir accès à des idées nouvelles et sur l'évolution du monde, même si ces informations étaient apportées par un groupe très minoritaire d'Indonésiens éduqués. Aujourd'hui (2006), le néerlandais n'est donc plus parlé que par les survivants de cette minorité d'Indonésiens éduqués dans cette langue, et dont les plus jeunes ont autour de 70 ans.
En 2017, il n'était plus parlé que par les ressortissants d'origine néerlandaise, quelques milliers d'étudiants, ou anciens étudiants, qui étudiaient la langue néerlandaise, et quelques rares Indonésiens de plus de 80 ans scolarisés dans les hollandse indiche schools avant 1942.
De nos jours, le néerlandais reste une langue historique et culturelle : une grande partie des archives et autres documents, d'avant 1949 est en néerlandais, et des traducteurs sont souvent sollicités pour traduire ces documents. Le néerlandais reste donc enseigné dans les grandes universités du pays, mais cette langue est rarement choisie comme seconde langue vivante dans le monde scolaire et universitaire, l'anglais étant la langue la plus choisie.
Avant 1939, le Néerlandais était parlé par environ 340 000 colons néerlandais et affiliés, dont les créoles Petjo et Pecok. Entre 1945 et 1954, plus de 90 % de ces locuteurs ont quitté l'Indonésie, et de nombreux autres entre 1954 et 1965 (crise de la Nouvelle-Guinée en 1962-63, massacres anti-communistes de 1965...). De nos jours, les descendants de Néerlandais et autres assimilés qui vivaient en Indonésie avant 1940 sont estimés entre 500 000 et 650 000 personnes dans le monde : ils vivent surtout aux Pays-Bas, aux États-Unis, en Australie, au Canada, et en Nouvelle-Zélande. Ils ne sont pratiquement plus présents en Indonésie, et les Créoles issus du Néerlandais, le Petjo, et le Pekok, semblent éteints.

### L'anglais
L'anglais est parlé par environ 2 ou 3 millions d'Indonésiens : c'est une langue utile pour travailler dans le tourisme et le commerce, c'est la langue d'échange en Asie du Sud-Est pour l'ASEAN, et l'APEC, et la langue conseillée pour immigrer (États-Unis, Australie, Nouvelle-Zélande, etc).
L'anglais était déjà très présent au temps de la colonisation, ou parmi la population d'origine européenne, il y avait des Britanniques, des Américains, des Australiens, des Canadiens, etc.
La CIA estime que 1 % des Indonésiens (au moins 2 millions de personnes), parlent couramment l'anglais.